# Trogulus banaticus
Trogulus banaticus este o specie de opilion descris pentru prima dată în României în 1971 de către Ștefania Avram. Lungimea corpului ajunge până la 9 mm, culoarea este maro închis. Picioarele sunt relativ scurte. Ochii de culoare neagră sunt bine evidețiați pe partea anterio-dorsală a prosomei. Marginile laterale ale prosomei sunt concave.
Trogulus banaticus preferă să locuiască în pădurile de foioase din regiunele muntoase. De regulă se ascunde printre stânci și pietre, care îi oferă protecție și tot aici se păstrează o umiditate suficientă.
Specia este întâlnită în munții Carpați și alpii Dinarici. A fost semnalat în: România, Serbia, Macedonia, Muntenegru, Bosnia și Herțegovina, Croația și Slovenia.